# Hoplodrina respersa
Hoplodrina respersa (tên tiếng Anh: Sprinkled Rustic) là một loài bướm đêm thuộc họ Noctuidae. Nó được tìm thấy ở miền nam và Trung Âu, phần phía nam của châu Âuan Nga, Tiểu Á, Thổ Nhĩ Kỳ và Nam Kavkaz.
Con trưởng thành bay từ tháng 5 đến tháng 8.
Ấu trùng ăn nhiều loại thực vật thân thảo.

## Hình ảnh

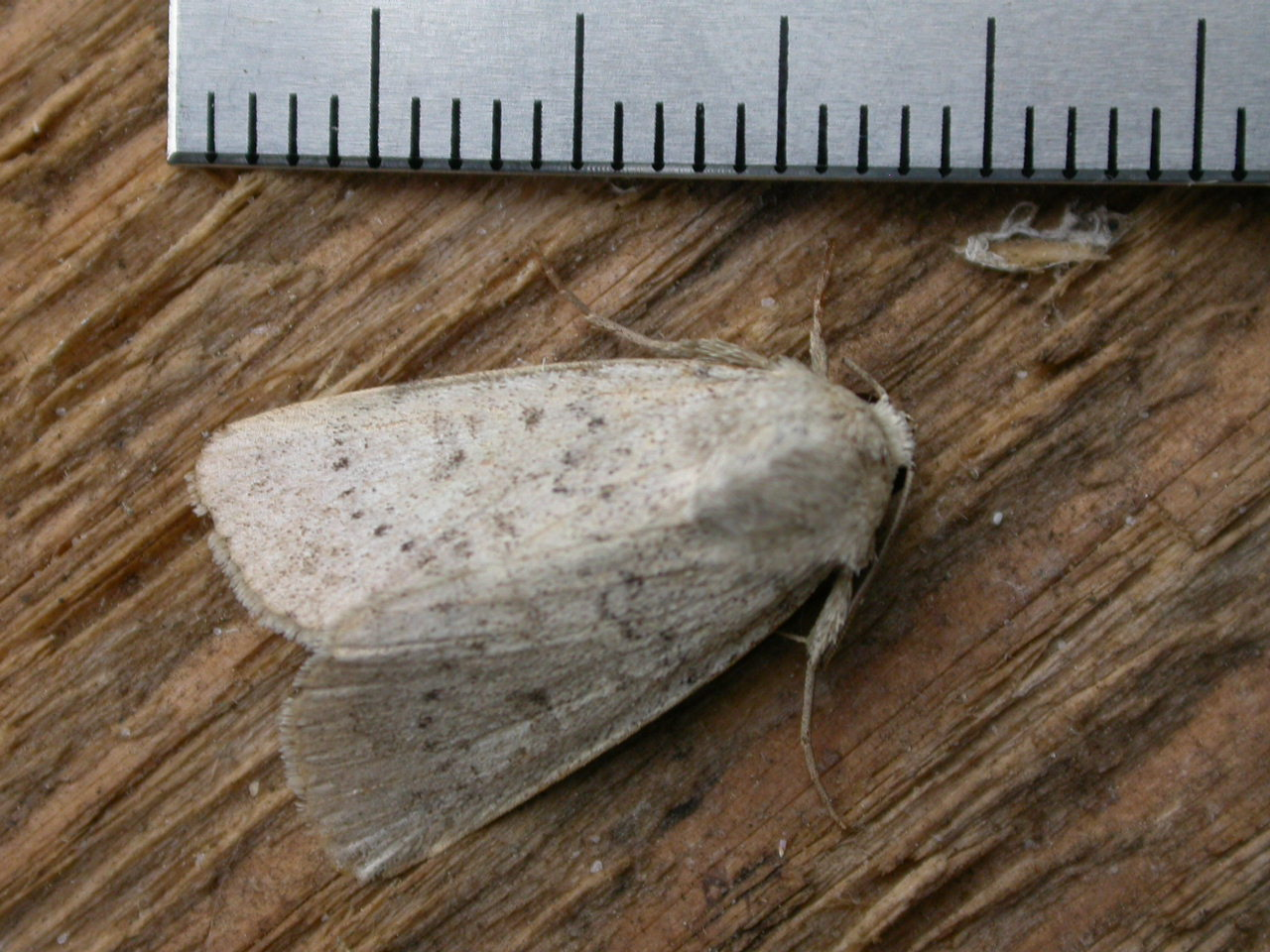
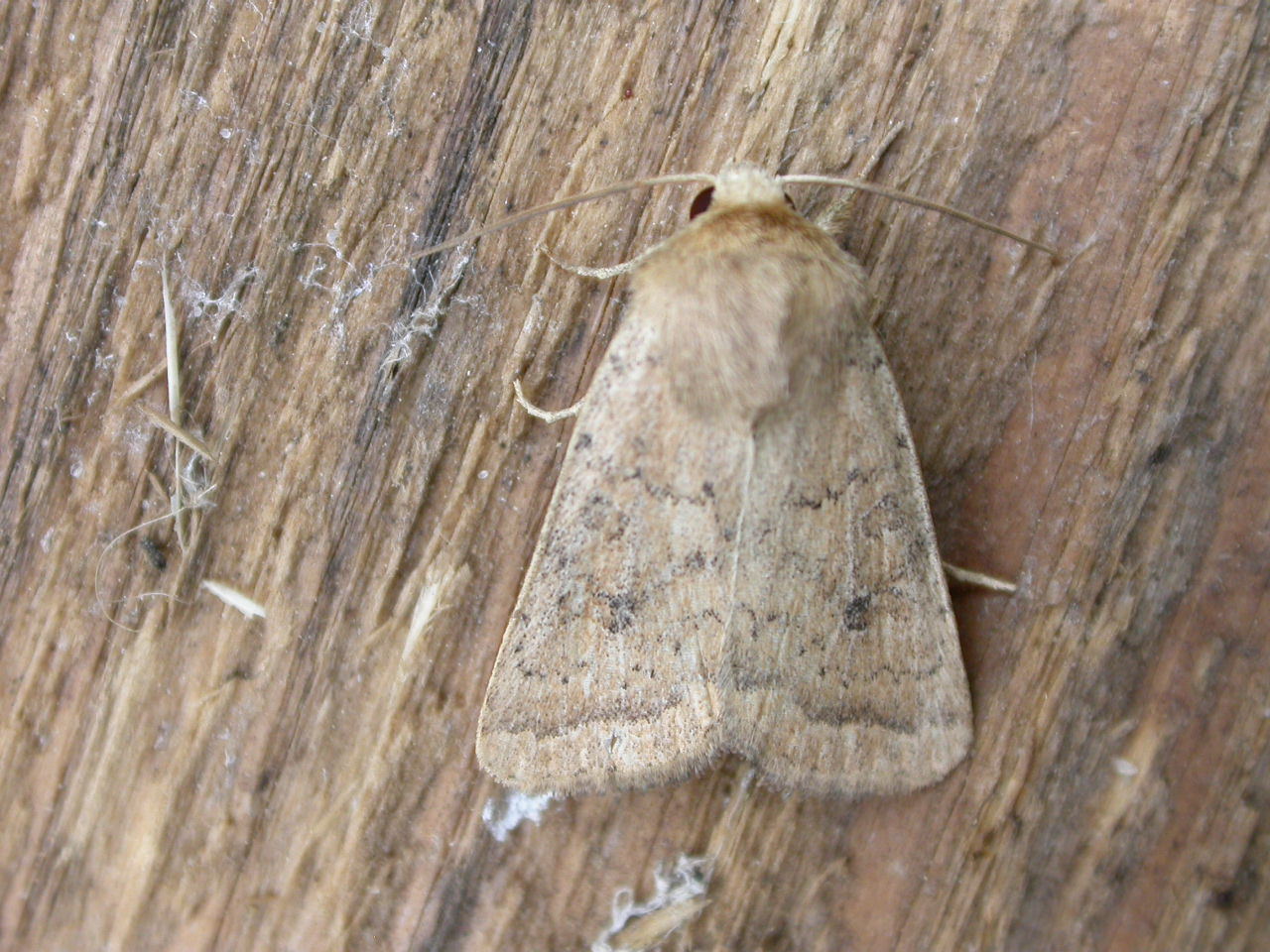
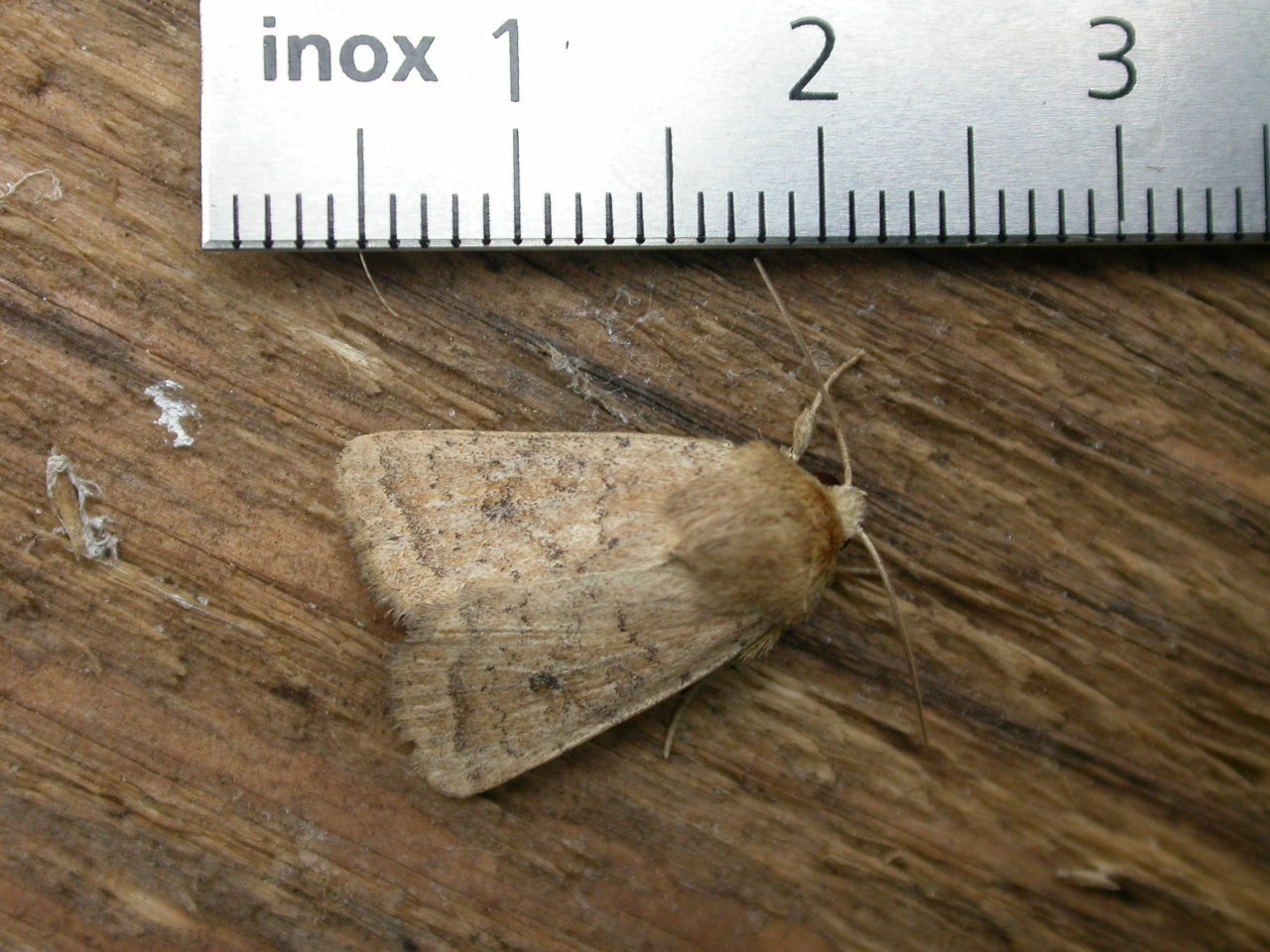